# Gilbert e Sullivan

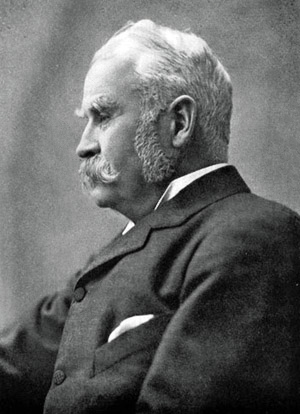
W. S. Gilbert.

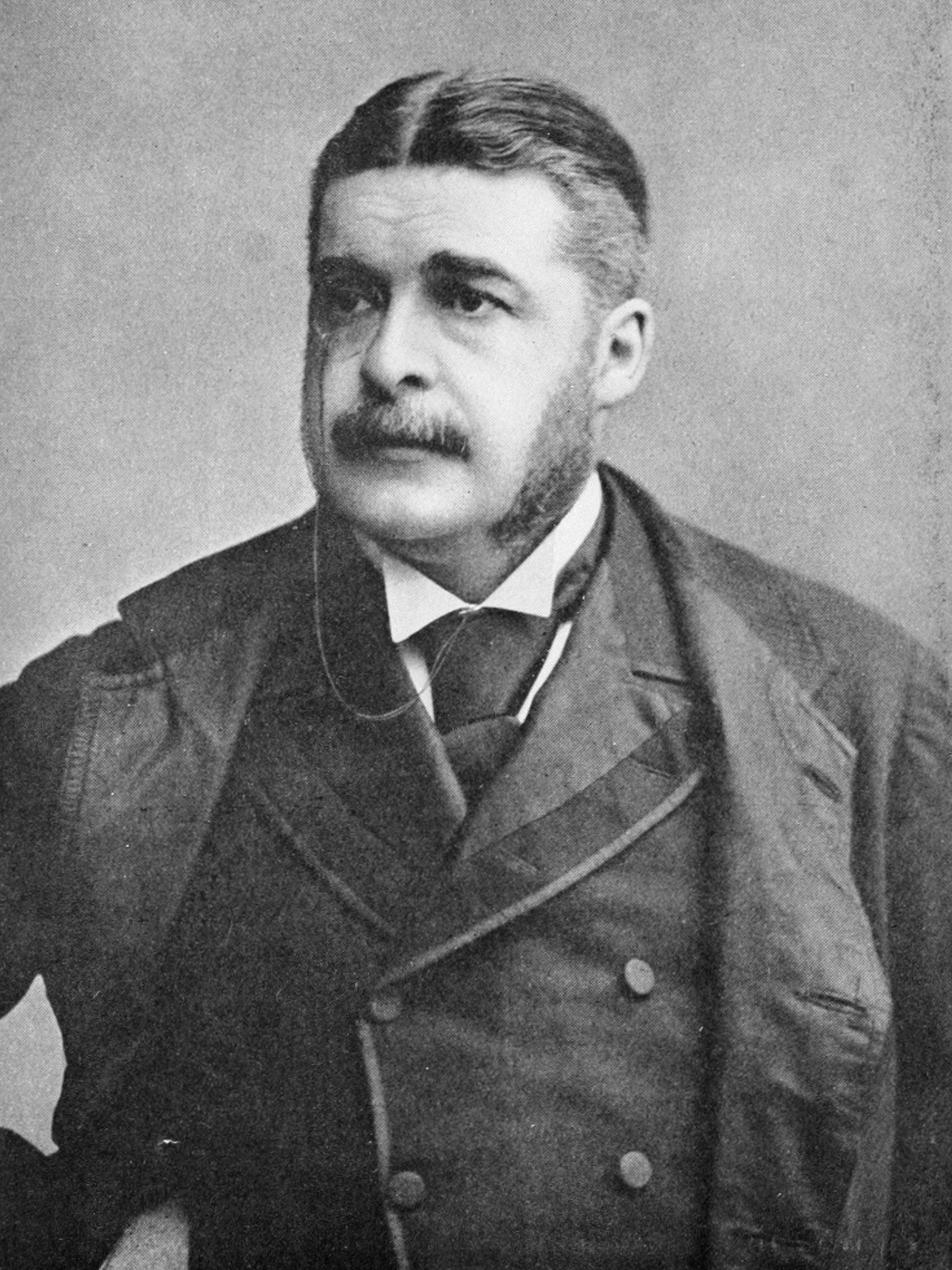
Arthur Sullivan.

Gilbert e Sullivan (em inglês: Gilbert and Sullivan) refere-se à parceria, durante a Era Vitoriana, do libretista W. S. Gilbert (1836–1911) e do compositor Arthur Sullivan (1842–1900). Os dois colaboraram em 14 óperas cômicas entre os anos de 1871 e 1896, das quais H.M.S. Pinafore, The Pirates of Penzance e The Mikado estão entre as mais conhecidas.

## Carreira
Gilbert, responsável pelas letras, criava mundos fantasiosos, "topsy-turvy", para estas óperas, onde cada absurdo era levado até sua conclusão lógica - fadas contracenam com lordes britânicos, o flerte é um delito capital, gondoleiros ascendem à monarquia, e piratas se revelam nobres que deram errado. Sullivan, seis anos mais novo que Gilbert, compunha a música, contribuindo com melodias memoráveis que transmitiam tanto humor quanto pathos.
Suas óperas obtiveram um sucesso internacional grande e duradouro, e ainda são executadas com frequência por todo o mundo anglófono. Gilbert e Sullivan introduziram inovações de conteúdo e forma que influenciaram diretamente o desenvolvimento do teatro musical ao longo do século XX. Suas óperas também influenciaram o discurso político, a literatura, o cinema e a televisão, e foram amplamente parodiados e satirizados por humoristas.
O produtor Richard D'Oyly Carte reuniu Gilbert e Sullivan e foi o principal responsável por estimular a parceria. Construiu o Savoy Theatre em 1881 especialmente para as obras da dupla - que vieram a ser conhecidas como as óperas Savoy - e fundou a D'Oyly Carte Opera Company, que executou e promoveu o trabalho de Gilbert e Sullivan por mais de um século.

## Operas
- Thespis; ou, The Gods Grown Old (1871) 63 apresentações
- Trial by Jury (1875) 131 apresentações
- The Sorcerer (1877) 178 apresentações
- H.M.S. Pinafore; or, The Lass That Loved a Sailor (1878) 571 apresentações
- The Pirates of Penzance; ou, The Slave of Duty (1879) 363 apresentações
- The Martyr of Antioch (cantata) (1880) (Gilbert ajudou a modificar o poema de Henry Hart Milman)
- Patience; or Bunthorne's Bride (1881) 578 apresentações
- Iolanthe; ou, The Peer and the Peri (1882) 398 apresentações
- Princess Ida; ou, Castle Adamant (1884) 246 apresentações
- The Mikado; ou, The Town of Titipu (1885) 672 apresentações
- Ruddigore; ou, The Witch's Curse (1887) 288 apresentações
- The Yeomen of the Guard; ou, The Merryman and his Maid (1888) 423 apresentações
- The Gondoliers; ou, The King of Barataria (1889) 554 apresentações
- Utopia, Limited; ou, The Flowers of Progress (1893) 245 apresentações
- The Grand Duke; ou, The Statutory Duel (1896) 123 apresentações